# Tubiluchus australensis
Espèce
Tubiluchus australensis est une espèce de priapuliens de la famille des Tubiluchidae.

## Distribution
Cette espèce meiobenthique est endémique de la grande barrière de corail en Australie. Elle se rencontre dans l'océan Pacifique.

## Étymologie
Son nom d'espèce, composé de austral[ia] et du suffixe latin -ensis, « qui vit dans, qui habite », lui a été donné en référence au lieu de sa découverte, l'Australie.

## Publication originale
- van der Land, 1985 : Two new species of Tubiluchus (Priapulida) from the Pacific Ocean. Proceedings Koninkliske Nederlandse Akademie Vanwetenschappen, sér. C, vol. 88, p. 371-377.